# Ušak (gmina Sjenica)
Ušak (cyr. Ушак) – wieś w Serbii, w okręgu zlatiborskim, w gminie Sjenica. W 2011 roku liczyła 9 mieszkańców.